# 安定庄
安定庄，為1920年~1945年間存在之行政區，轄屬台南州新化郡。今台南市安定區。

## 街庄原名
原屬
- 安定里東堡之胡厝寮庄、蘇厝庄、直加弄庄、港仔尾庄、港口庄、六塊寮庄
- 西仔港堡之管寮庄、海寮庄、新吉庄
  - 直加弄庄改稱安定[1]

## 行政區劃
安定庄轄域內分為安定、胡厝寮、蘇厝、港子尾、港口、六塊寮、管寮、海寮、新吉九個大字。
戰後胡厝寮改隸善化。